# Mesomelena
Mesomelena is een vliegengeslacht uit de familie van de dambordvliegen (Sarcophagidae).

## Soorten
- M. mesomelaena (Loew, 1848)